# Ільметово
Ільме́тово (рос. Ильметово, башк. Илмәт) — село у складі Татишлинського району Башкортостану, Росія. Входить до складу Аксаїтовської сільської ради.
Населення — 380 осіб (2010; 416 у 2002).
Національний склад:
- башкири — 100 %